# Menhir de Coolnagarrane
Le menhir de Coolnagarrane est un mégalithe situé près de Skibbereen, dans la province du Munster, en Irlande.

## Situation
Le menhir est situé à environ deux kilomètres au nord de Skibbereen ; il se dresse dans un pré situé à proximité de la route R593.